# Саулкрасти
Саулкрасти (на латвийски: Saulkrasti) е град в централна Латвия, намиращ се в историческата област Видземе. Градът е административен център на район Рига. На латвийски името на града буквално означава Слънчеви брегове, а мотото му е: „Градът, който е по-близко до слънцето. Градът, който носи името на слънцето“. Саулкрасти се намира в Рижкия залив на около 60 km от столицата Рига. Градът е известен и с четирите реки, които минават през града и прилежащите му територии: Инчупе, Петерупе, Кишупе и Апе.

## История
- До 1933 година Саулкрасти реално представлява пет отделни населени места, съществуващи като отделни административни единици.
- През 1933 Бадциемс, Нейбаде и Перерупе се сливат в един град наречен Саулкрасти.
- През 1935 железопътната линията Рига-Руиена е построена, минавайки през Саулкрасти с 4 отделни малки гари.
- През 1950 към града е включен Пабажи, който преди това е носел името Катринбаде, в чест на руската императрица Екатерина Велика. * През 1967 към Саулкрасти се присъединява Звейниекциемс.
- През 1991 Саулкрасти официално получава статут на град.

## Побратимени градове
- Гнеста, Швеция